# Michelle McCool
Michelle Leigh McCool (Palatka (Florida), 25 januari 1980) is een Amerikaans professioneel worstelaarster die vooral bekend is van haar tijd bij WWE, van 2004 tot 2011. Op vrijdag 18 april 2025 is McCool opgenomen in de 2025 class of the  WWE Hall Of Fame

## World Wrestling Entertainment
In de zomer van 2004 nam McCool deel aan de talentenjacht van WWE, Diva Search. Ze was een van de tien finalisten. Op 16 augustus 2004 werd McCool uitgeschakeld en eindigde op de zevende plaats. Christy Hemme won de competitie en kreeg een WWE-contract, maar sommige finalisten, zoals McCool, kregen van de WWE ook een contract.
Op 18 november 2004 debuteerde McCool op SmackDown! als een fitnesstrainer. Ze leerde Rob Van Dam en Rey Mysterio een paar nieuwe stretchoefeningen. In januari 2005 nam McCool deel aan het "Miss SmackDown! Contest" en in februari 2005 nam ze deel aan het "Diva Rookie Contest" en het "Best Body Contest".

### Ringdebuut
Op 3 maart 2005 maakte McCool haar ringdebuut door samen te worstelen met The Big Show en ze wonnen een mixed tag team match tegen René Duprée en Dawn Marie. Op 7 april 2005 nam McCool deel aan het "Viva Las Vegas Bikini Contest", die Torrie Wilson won.
In het najaar van 2005 werd McCool naar de worstelfederatie Deep South Wrestling gestuurd, dat van 2005 tot 2007 ook als opleidingscentrum van WWE fungeerde, om haar worstelcapaciteiten te verbeteren door haar op te leiden tot een volwaardige profworstelaarster. Ze deed daar ook interviews en dergelijke, om ook die vaardigheden te verbeteren. McCool verbleef daar tot in mei 2006. 
Op 2 juni 2006 verscheen McCool terug op SmackDown! en had de rol van een "sexy teacher", waarop nog vele perikelen, tussen haar en andere vrouwelijke worstelaars, volgden na haar terugkeer. 
In november 2006 werd McCool opgenomen in het ziekenhuis met een vergrote nier, een gebroken borstbeen en verstoringen in de elektrolytenbalans. Op 2 december 2006 werd ze ontslagen uit het ziekenhuis.
Na een inactiviteit van vier maanden keerde McCool terug in een aflevering van SmackDown! op 30 maart 2007 en nam deel aan in een 10-Diva tag team match. Op The Great American Bash van 20 juli 2008 versloeg McCool Natalya en werd de eerste worstelaarster die het nieuwe WWE Divas Championship veroverde. Na het succesvol verdedigen van haar titel verloor ze in de aflevering van SmackDown op 26 december 2008 van Maryse, aan wie ze de WWE Divas-kampioenschapsriem moest afstaan. 

### WWE Women's Championship
Op The Bash van 28 juni 2009 won McCool de titelwedstrijd van Melina en veroverde voor de eerste keer het WWE Women's Championship. Op 3 juli 2009 vormde McCool een alliantie met Layla als LayCool. Op 31 januari 2010 moest McCool de titel afstaan aan Mickie James, die de titelwedstrijd won op de Royal Rumble. In de aflevering van SmackDown van 23 februari 2010 heroverde McCool de Women's Championship-titel van James. 
Op Extreme Rules 2010 verloor McCool de titelwedstrijd van Beth Phoenix en moest de titel afstaan.

### Herovering Divas Championship en Extreme Rules
Tijdens Night of Champions, op 19 september 2010, won McCool de titelwedstrijd van Melina en veroverde voor de tweede keer het Divas Championship. 
Op Survivor Series 2010 moest McCool de titel weer afstaan aan Natalya.
Na een wedstrijd op SmackDown! op 29 april 2011, tegen Layla, waarbij beide dames werden gediskwalificeerd, werd McCool uitgedaagd door Layla om een wedstrijd aan te gaan op Extreme Rules 2011 waar geen diskwalificatie mogelijk was en ook geen count-out. De voorwaarde was echter dat de verliezer WWE zou verlaten. McCool verloor en moest de WWE verlaten. Na de wedstrijd werd McCool aangevallen door Kharma, die haar WWE-debuut maakte.

## Persoonlijk leven
McCool trouwde op 26 juni 2010 in Houston met worstelaar Mark Calaway (beter bekend als The Undertaker) en het koppel verwelkomde op 29 augustus 2012 hun eerste kindje.

## In het worstelen
- Finishers
  - Simply Flawless
  - Wings Of Love
  - Faith Breaker
  - MADT – Make a Diva Tap
  - Final Exam

- Kenmerkende bewegingen 
  - Baseball slide
  - Belly to belly suplex
  - European uppercut
  - Running corkscrew neckbreaker
  - McKick
  - Running springboard hurricanrana

- Managers
  - K.C. James
  - Idol Stevens
  - Chuck Palumbo
  - Vickie Guerrero
  - Kristal Marshall
  - Alicia Fox

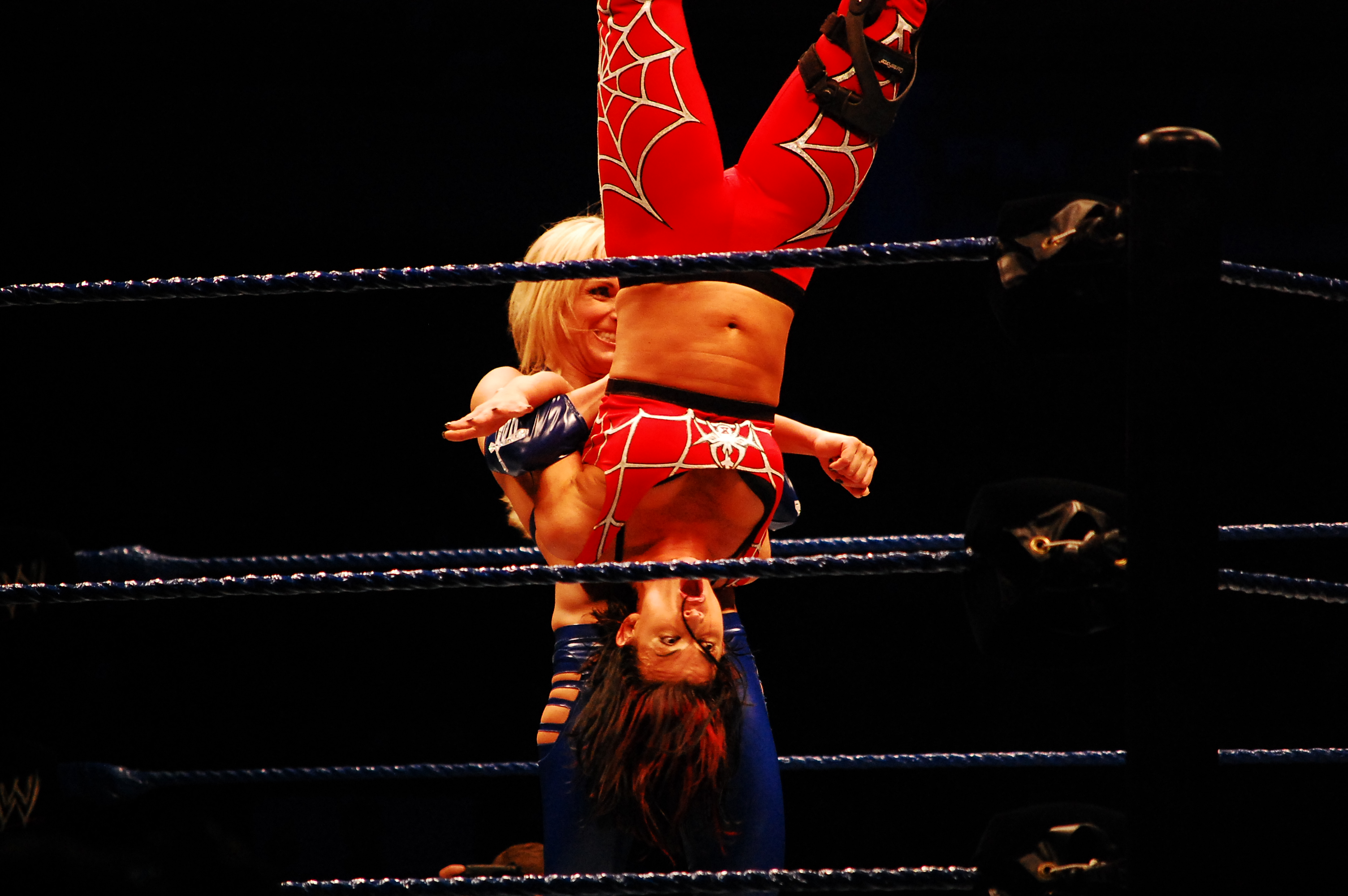
McCool voerde de "Wings Of Love" uit

- Worstelaars waarvan McCool manager was
  - Amish Roadkill
  - Jon Heidenreich
  - K.C. James
  - Idol Stevens
  - Tommy Dreamer
  - Chuck Palumbo
  - Jamie Noble
  - Dolph Ziggler

- Opkomstnummers
  - "Move It Up" van Billy Lincoln (3 maart 2005 - 2 juni 2006)
  - "Not Enough for Me" van Jim Johnston (2 juni 2006 - 1 mei 2011)

## Prestaties
- Pro Wrestling Illustrated

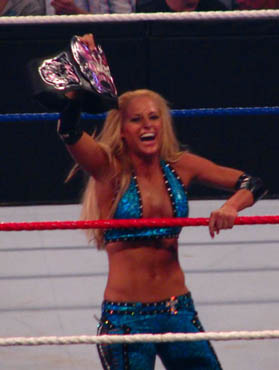
McCool met het WWE Divas Championship

  - 1ste plaats in de "PWI Female 50" in 2010
  - PWI Woman of the Year (2010)

- World Wrestling Entertainment
  - WWE Divas Championship (2 keer)
  - WWE Women's Championship (2 keer)
  - Slammy Award
    - "Diva of the Year" (2010)
    - "Knucklehead Moment of the Year" (2010) (Verloor samen met Layla van Mae Young op "Old School Raw")

- Wrestling Observer Newsletter Awards
  - Most Disgusting Promotional Tactic (2009) (Het uitleggen over Mickie James' gewichtsproblemen)